# Pasquale Condello
Pour les articles homonymes, voir Condello.
Pasquale Condello dit « U Supremu » (Reggio de Calabre, 24 septembre 1950) est un chef mafieux du crime organisé italien, le Capobastone (it) le plus respecté de la 'Ndrangheta, la mafia calabraise, figurant sur la liste italienne des trente criminels les plus recherchés (latitante). 

## Biographie

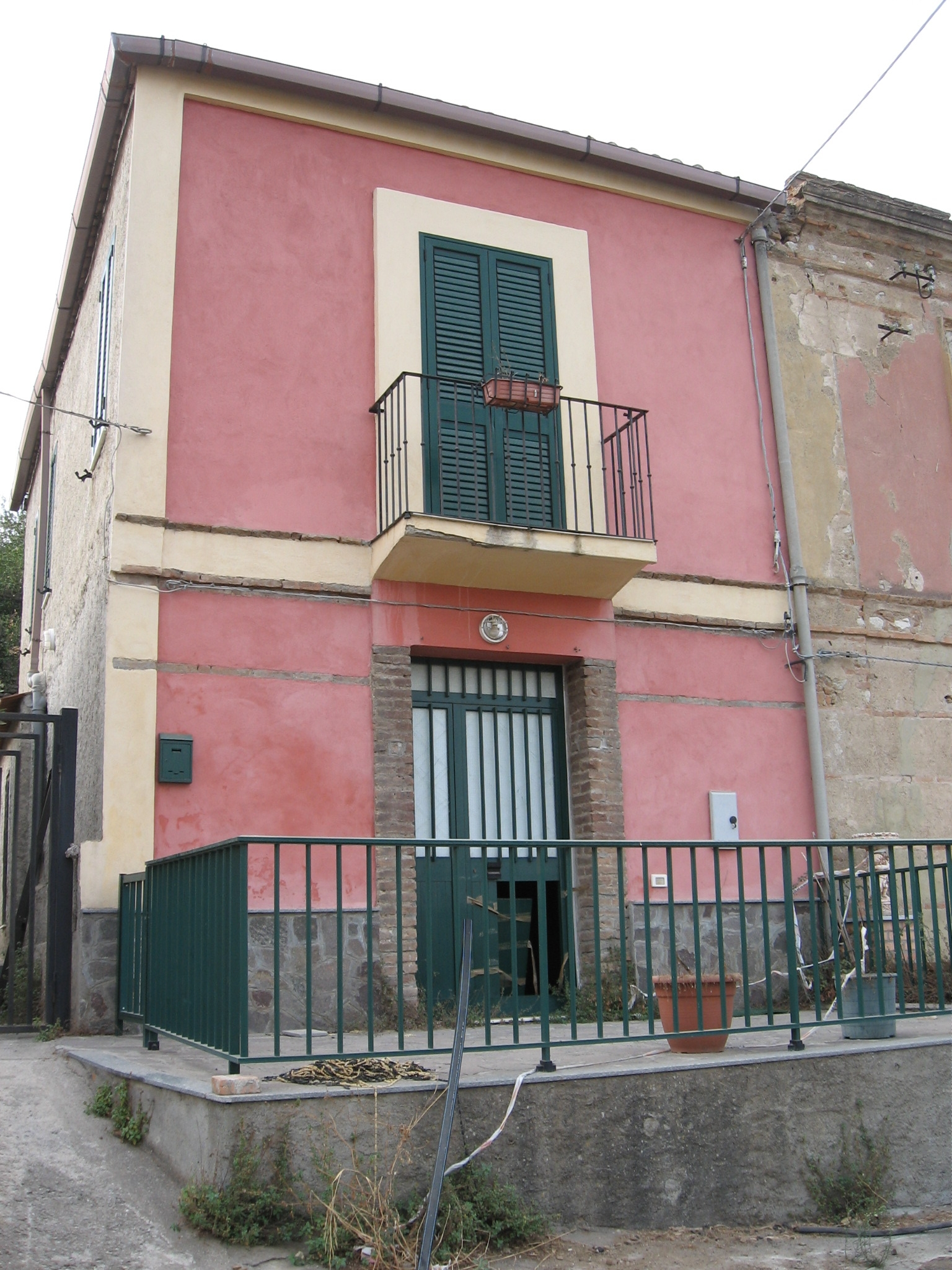
Maison de Pasquale Condello.

Affilié dans sa jeunesse à Paolo De Stefano par son grand-père Di Mazzitelli, boss de la 'Ndrangheta contrôlant Reggio de Calabre, Pasquale Condello participe comme exécuteur à l'élimination de Antonio Macrì (it) qu'a eu lieu le 20 janvier 1975 à Siderno. Macrì, dit « oncle Tony » était un boss qui contrôlait la région de la Locride. Macrì était un allié de Michele Navarra, boss de la mafia sicilienne, la Cosa nostra, du clan Corleone. Macrì fut également l'un des six capobastone qui ont organisé la mafia calabraise à l'étranger, notamment en Amérique du Nord, soutenus par deux Italo-Américains natifs de Calabre, Francesco Castiglia, dit Frank Costello, et Umberto Anastasio, dit Albert Anastasia. L'élimination de Macrì déclenchera une sanglante faide entre clans calabrais qui fera 300 morts jusqu'à 1977.  
Condello était allié à De Stefano jusqu'en 1983, lorsque la sœur de Condello, Giuseppina s'est mariée avec Antonio Imerti, adversaire du chef Paolo De Stefano. De Stefano voit ça comme un défi à son autorité : le 11 octobre 1985, De Stefano plaçait une voiture-bombe contre Antonio Imerti tuant trois gardes du corps mais Imerti a survécu. Imerti décide alors se venger et deux jours plus tard, le 13 octobre, Condello devenait à son tour l'exécuteur de l'assassinat de Paolo De Stefano. Recherché depuis 1990, Pasquale Condello doit purger quatre ans à perpétuité (en italien: ergastolo) plus 22 ans d'emprisonnement, notamment pour avoir commandité en 1989 l'assassinat de Lodovico Legato, un ex-président de la compagnie nationale des chemins de fer. 
Il est arrêté le 18 février 2008 en compagnie de plusieurs personnes à Pellaro (it), une circonscription de Reggio de Calabre. L'opération mobilise plus d'une centaine de policiers. Condello est depuis incarcéré à la prison de Spolète (Ombrie).